# Saint-Xandre
Saint-Xandre é uma comuna francesa na região administrativa da Nova Aquitânia, no departamento de Charente-Maritime. Estende-se por uma área de 13,29 km², com 4 121 habitantes, segundo os censos de 1999, com uma densidade de 310 hab/km².